# Absturz einer Boeing 720 der Lufthansa 1964
Beim Absturz einer Boeing 720 der Lufthansa 1964 stürzte am 15. Juli 1964 eine Boeing 720 der Lufthansa bei einem Prüfungsflug über Deutschland nahe der mittelfränkischen Stadt Ansbach ab, wobei alle drei Besatzungsmitglieder starben.

## Flugzeug
Die Boeing 720, eine Unterversion der Boeing 707, mit dem Luftfahrzeugkennzeichen D-ABOP wurde am 4. Januar 1962 von der Lufthansa erworben und bekam den Namen Bremen. Das Flugzeug war mit Pratt & Whitney-Triebwerken des Typs JT3D-1 ausgestattet.

## Unfallverlauf
Die Boeing 720 Bremen startete um 9:33 Uhr vom Flughafen Frankfurt zu einem Prüfungsflug. Gegen 9:38 Uhr meldeten die Piloten das Erreichen von Flugfläche 130 und das Beenden des Instrumentenfluges. Sie wollten zwischen dem Navigationspunkt Kitzingen und dem Funkfeuer Röthenbach einige Prüfungsmanöver fliegen. Die Bremen flog eine vollständige Fassrolle, danach wollten die Piloten eine weitere Fassrolle fliegen. Während dieses Manövers verloren sie in der Rückenlage jedoch die Kontrolle. Die Bremen wurde überlastet und zerbrach in einer Höhe von 1200 Metern (ca. 4000 Fuß). Die Trümmer stürzten bei Petersdorf auf den Boden, alle drei Insassen – darunter Werner Baake und Flugkapitän Hans Zimmermann – starben.

## Ursachen
Der Grund für den Absturz war die Überlastung des Flugzeugs durch die Fassrollen; die Piloten hatten die Fassrollen geflogen, obwohl die Richtlinien der Lufthansa solche Manöver mit der Boeing 707 verboten und das Flugzeug auch vom Hersteller Boeing nicht dafür zugelassen war.